# Sudan Premier League
Sudan Premier League (arabiska: الدوري السوداني الممتاز) är den högsta  fotbollsligan i Sudan och organiseras av Sudan Football Association (SFA). Ligan startades 1965. Ligavinnaren och 2:an kvalificeras för afrikanska Champions League. 

## Klubbar säsongen 2019/2020
| Klubb                 | Stad       | Arena                | Kapacitet |
| --------------------- | ---------- | -------------------- | --------- |
| Alamal SC             | Atbara     | Stade Al-Amal Atbara | 15 000    |
| Al-Ahli Club          | Atbara     | Stade Al-Amal Atbara | 15 000    |
| Al Ahli SC (Khartoum) | Khartoum   | Khartoum Stadium     | 23 000    |
| Al-Ahli SC (Merowe)   | Merowe     | Merowe Stadium       | 1 000     |
| Al-Ahly Shendi        | Shendi     | Shendi Stadium       | 10 000    |
| Al-Fallah SC          | Atbara     | Stade Al-Amal Atbara | 15 000    |
| Al-Hilal Club         | Omdurman   | Al-Hilal Stadium     | 65 000    |
| Al-Hilal ESC          | Al-Fashir  | El Fasher Stadium    | 10 000    |
| Al-Hilal SC           | Kaduqli    | Kadougli Stadium     | 5 000     |
| Al Khartoum SC        | Khartoum   | Khartoum Stadium     | 23 000    |
| Al-Merreikh SC        | Al-Fashir  | El Fasher Stadium    | 10 000    |
| Al-Merrikh SC         | Omdurman   | Al-Merrikh Stadium   | 43 000    |
| Al Rabita Kosti       | Kosti      | Kosti Stadium        | 3 000     |
| Al-Shorta SC          | Al-Qadarif | Al-Gadarf Stadium    | 15 000    |
| El-Hilal SC El-Obeid  | Al-Ubayyid | El-Obeid Stadium     | 27 000    |
| Hay Al-Arab SC        | Port Sudan | Port Sudan Stadium   | 13 000    |
| Hay Al-Wadi SC        | Nyala      | Rabak Stadium        | 8 000     |

## Seriesegrare genom tiderna
| - 1965 : Al Hilal Omdurman - 1967 : Al Hilal Omdurman - 1968 : Al-Mourada SC - 1969 : Burri Khartoum - 1970 : Al Hilal Omdurman - 1971 : Al Merreikh Omdurman - 1972 : Al Merreikh Omdurman - 1973 : Al Hilal Omdurman - 1974 : Al Merreikh Omdurman - 1975 : Inget mästerskap - 1976 : Inget mästerskap - 1977 : Al Merreikh Omdurman - 1978 : Inget mästerskap - 1979 : Inget mästerskap - 1980 : Inget mästerskap - 1981 : Al Hilal Omdurman - 1982 : Al Merreikh Omdurman - 1983 : Al Hilal Omdurman - 1984 : Al Hilal Omdurman | - 1985 : Al Merreikh Omdurman - 1986 : Al Hilal Omdurman - 1987 : Al Hilal Omdurman - 1988 : Al-Mourada SC - 1989 : Inget mästerskap - 1990 : Al Merreikh Omdurman - 1991 : Al Hilal Omdurman - 1992 : Al Hilal Port-Soudan - 1993 : Al Merreikh Omdurman - 1994 : Al Hilal Omdurman - 1995 : Al Hilal Omdurman - 1996 : Al Hilal Omdurman - 1997 : Al Merreikh Omdurman - 1998 : Al Hilal Omdurman - 1999 : Al Hilal Omdurman - 1999/2000 : Al Merreikh Omdurman - 2001 : Al Merreikh Omdurman - 2002 : Al Merreikh Omdurman - 2003 : Al Hilal Omdurman | - 2004 : Al Hilal Omdurman - 2005 : Al Hilal Omdurman - 2006 : Al Hilal Omdurman - 2007 : Al Hilal Omdurman - 2008 : Al Merreikh Omdurman - 2009 : Al Hilal Omdurman - 2010 : Al Hilal Omdurman - 2011 : Al Merreikh Omdurman - 2012 : Al Hilal Omdurman - 2013 : Al Merreikh Omdurman - 2014 : Al Hilal Omdurman - 2015 : Al Merreikh Omdurman - 2016 : Al Hilal Omdurman - 2017 : Al Hilal Omdurman - 2018 : Al Hilal Omdurman - 2018/19 : Al Merreikh Omdurman - 2019/20 : Al Merreikh Omdurman - 2020/21 : Al-Hilal Club - 2021/22 : |